# Empiema pleural
Un empiema pleural és una acumulació de pus a la cavitat pleural. Així és un dels tipus d'empiema i d'embassament pleural. Aquest concepte va ser intorduït fa aproximadament 2400 anys en poder d'Hipòcrates.

## Etiologia
L'etiologia de l'empiema pleural és en un 50% dels casos a causa d'una infecció amb focus pulmonar. Diversos estudis mostren que el 5-10% dels pacients que són diagnosticats d'infecció pulmonar acaben desencadenant un empiema pleural. En segon lloc, l'altre factor que pot influir en l'aparició de l'empiema pleural és la cirurgia mediastínica o pulmonar. Aquest últim factor representa aproximadament un 25% dels casos diagnosticats. Finalment, i menys prevalent, un dels factors que també pot influir són les infeccions diafragmàtiques en un 8-10% dels casos totals i la sèpsia generalitzada amb només un 1-23% dels casos totals.

## Simptomatologia
La presentació i severitat dels signes i símptomes dependrà de la quantitat de líquid i pus acumulats a l'espai pleural. La simptomatologia que es presenta en casos d'empiema pleural és un quadre de tos seca sense expectoració, dolor toràcic que empitjora amb d'inhalació d'aire, calfreds, febre, pèrdua de pes involuntària, dispnea, etc.
La dificultat respiratòria apareix quan la persona fa un esforç, els pulmons no es poden expandir correctament i la persona té la sensació de dispnea.
L'empiema pleural en si pot ser un signe d'una patologia de base. Algunes d'elles poden ser: malalties cardíaques, renals, hepàtiques, pulmonars, etc. Per aquest motiu, cal anar amb compte alhora d'estudiar i valorar un possible cas d'empiema i observar si procedeix d'una malaltia de base o està relacionat amb una infecció, causa més prevalent.

## Diagnòstic
El diagnòstic és durà a terme mitjançant una anamnesi i una exploració física. S'han d'avaluar tots els signes i símptomes que presenta la persona i evitar caure en diagnòstic diferencials, és a dir, mirar si l'empiema és causat per una patologia de base o no.
Algunes de les proves complementàries que es poden fer per diagnosticar la patologia són: radiografia de tòrax, anàlisis del líquid pleural, tomografia computada (TC) i toracocentesi.
Quan es detecten,mitjançant l'auscultació pulmonar, sorolls pulmonars anormals cal fer una ecografia. Una ecografia és una prova totalment indolora que a través d'ultrasons permet observar parts internes de l'organisme.
Per saber quina és la causa de l'empiema pleural cal fer una punció pleural per analitzar el líquid i pus present. Aquesta tècnica consisteix a introduir una agulla entre les costelles inferiors i extreure el líquid. Aquest líquid s'envia al laboratori per analitzar.
Finalment, si no s'ha arribat a cap diagnòstic es duu a terme una prova anomenada endoscòpia.Més concretament la prova s'anoeman toracoscòpia. Consisteix a dilatar les capes de la pleura i introduir un monitor mitjançant una petita incisió a la pell.

## Complicacions
Si l'empiema pleural no es detecta amb temps i es tracta adequadament poden aparèixer algunes complicacions que empitjoraran el pronòstic de la persona. Les complicacions més comunes són: engruiximent de la pleura i reducció de la funció pulmonar.